# Cravată

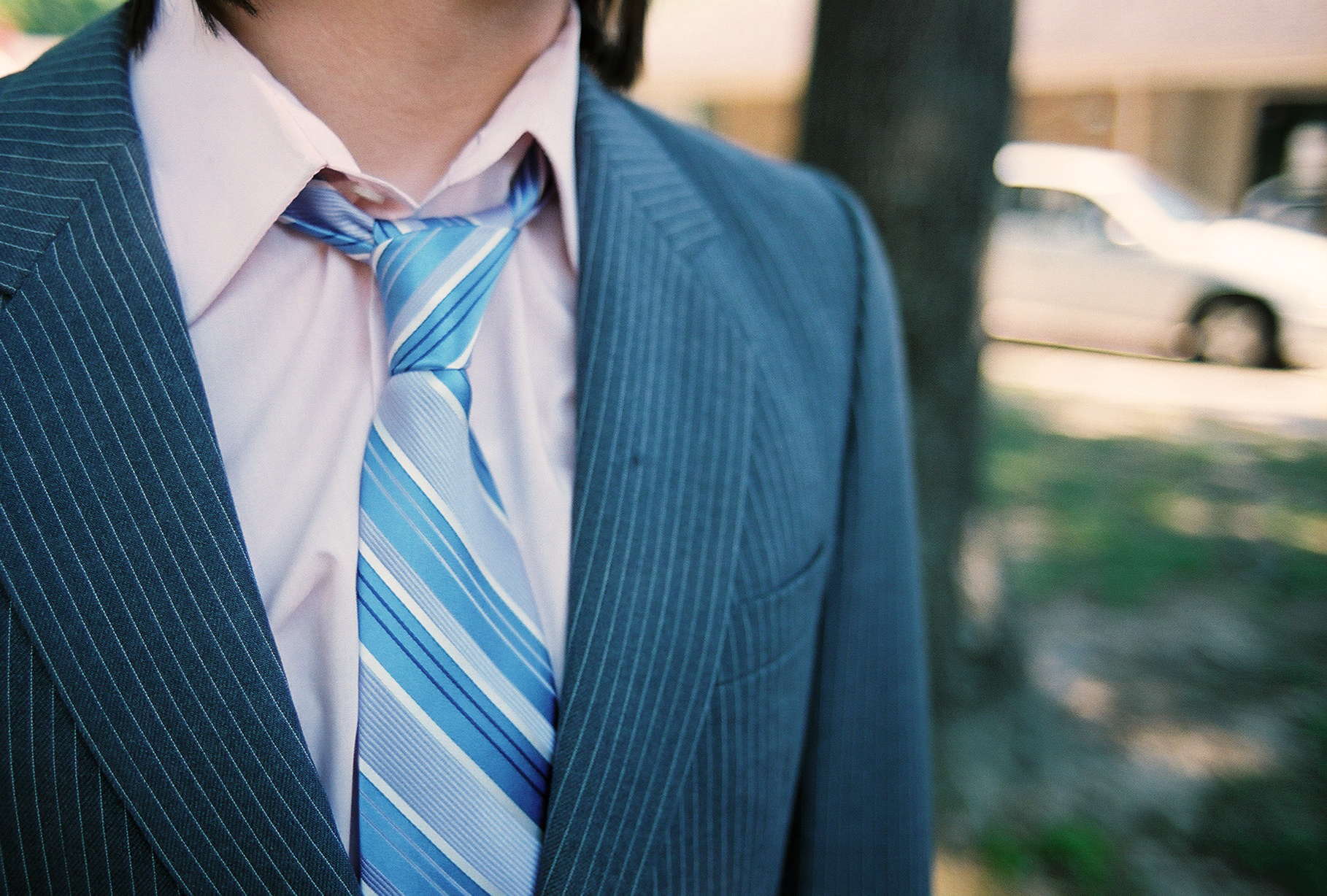
Cravată

O cravată este un accesoriu al îmbrăcămintei (bărbătești), constând dintr-o fâșie de țesătură (stofă, mătase) trecută în jurul gâtului, sub gulerul unei cămăși, și care se înnoadă în față. Nodul cravatei ascunde nasturele gulerului cămășii, iar fâșia textilă atârnă liber peste bust. Există diferite noduri de cravată. Nodul poate să fie strâns sau slăbit. Cravatele incluse în uniformele militare sunt prevăzute, de obicei, cu buton rapid, nodul fiind permanent. 
Țesătura cravatei poate fi într-o singură culoare sau pe ea pot figura diferite motive grafice și / sau culori.
Cravata face parte din garderoba masculină standard, dar se întâmplă ca unele femei să o poarte. Există mai multe lărgimi ale cravatelor, de la 4 cm la 9,5 cm, lărgimea urmând, de obicei, mersului modei.
Evantaiul prețurilor este extrem de larg, de la câțiva euro, până la vreo sută de euro, prețul fiind legat de costul real al cravatei (material, manoperă), de prestigiul fabricantului, de modul de comercializare și de design.

## Etimologie
Cuvântul din română cravată este considerat ca având etimologie multiplă: din franceză cravate și din germană Krawatte. La origine, în franceză, cravate era o fâșie de pânză pe care husarii / cavalerii croați, din regimentul Royal-Croate de sub Ludovic al XIV-lea, o purtau în jurul gâtului.

## Istorie
În Antichitate, bărbații egipteni își legau în jurul gâtului bucăți dreptunghiulare de postav. Acest accesoriu era obligatoriu în completarea ținutei oricărui egiptean pentru a-i sublinia statutul social. Operele de artă datând din perioada Imperiului Roman arată că și aici bărbații obișnuiau să poarte o legătură din pânză în jurul gâtului, considerată astăzi a fi unul dintre „strămoșii” cravatei moderne. 

## Cravata astăzi
Inițial, a fost un obiect care nu prezenta niciun interes vestimentar deosebit, servind doar de gală, care s-a impus, în secolul al XX-lea, ca un standard vestimentar, adesea asociat ținutei unui costum, la bărbații înstăriți sau la bărbații având un loc de muncă în care sunt expuși vizibilității în fața publicului.
Portul cravatei este perceput atât ca semn de distincție socială cât și ca o constrângere socială aproape întotdeauna abandonată în afara oricărui context profesional.
Cravata este un accesoriu esențial al costumului bărbătesc pentru marile ocazii și rămâne un element al ținutei obișnuite, al ținutei reglementare ale unor profesii. Unii o consideră, totuși, ca un accesoriu prea serios, simbol al conformismului, mai ales, după anii 1980. Privitor la această părere, o modă venită din Statele Unite ale Americii, autorizează cadrele să nu mai poarte cravata vinerea, în ajunul weekend-ului, sau în engleză Casual Friday.
În Germania, cravata purtată în cadru profesional, ar indica, adesea, orientările politice ale purtătorului, excepție făcând cazul unei uniforme, cum este cea a polițiștilor.

## Portul cravatei poate fi uneori periculos

Semnalizare a interzicerii portului cravatei.

- Purtarea cravatei este interzisă în timpul folosirii unor mașini, printre care, de exemplu, distrugătoarele de documente.

## Galerie de imagini

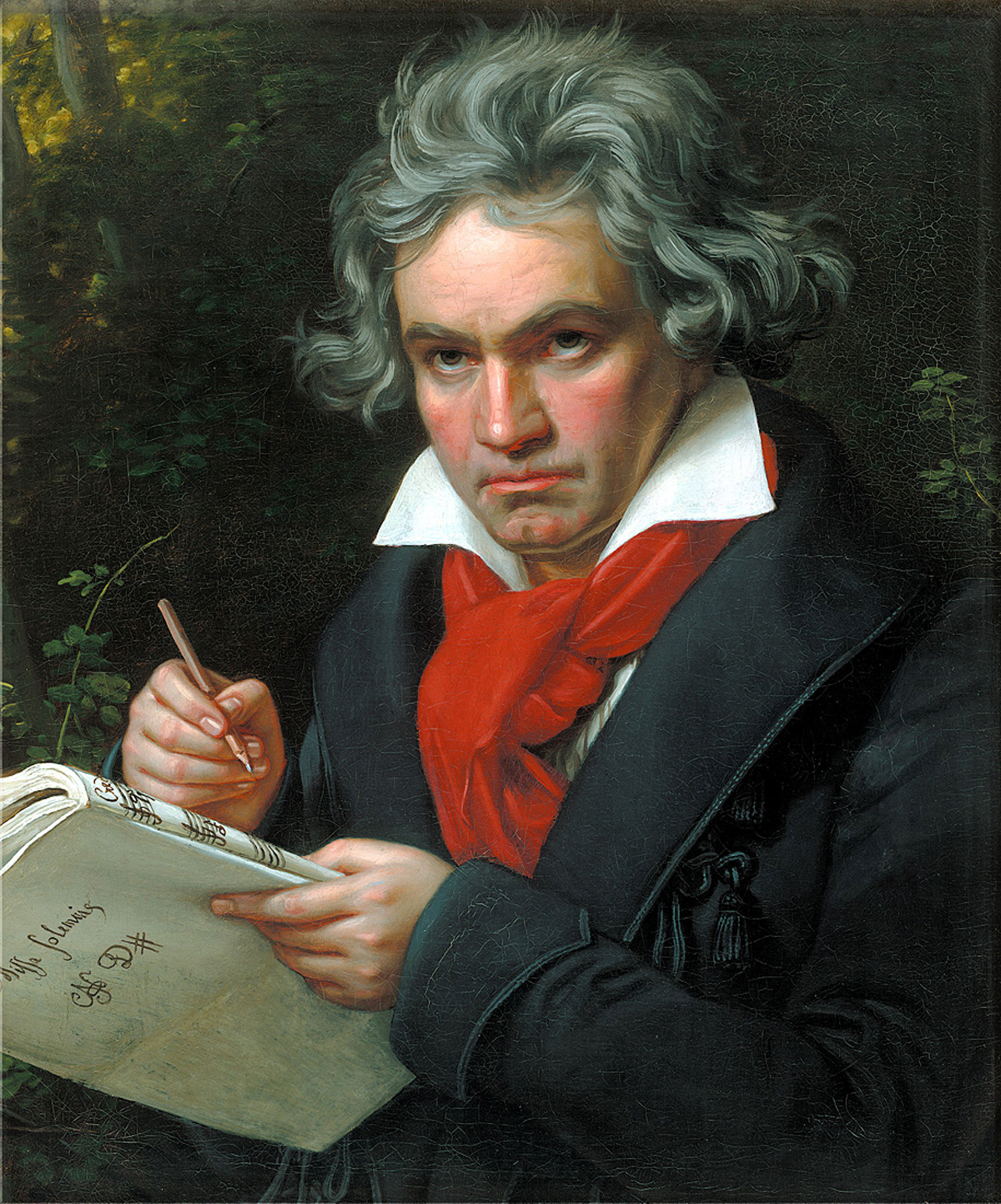
Beethoven, în anii 1820, purtând o cravată enormă
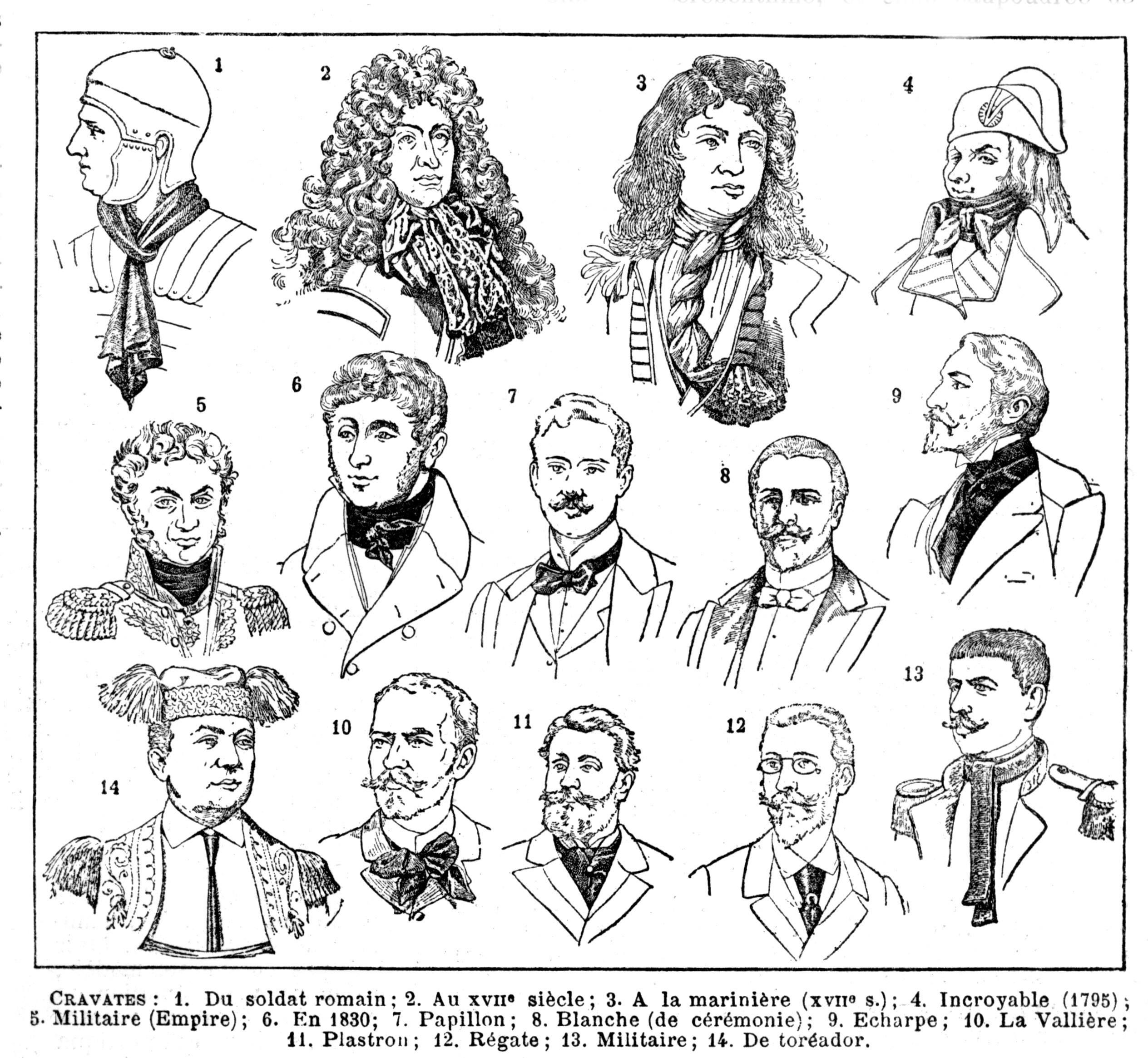
Diferite tipuri de cravate, de-a lungul anilor
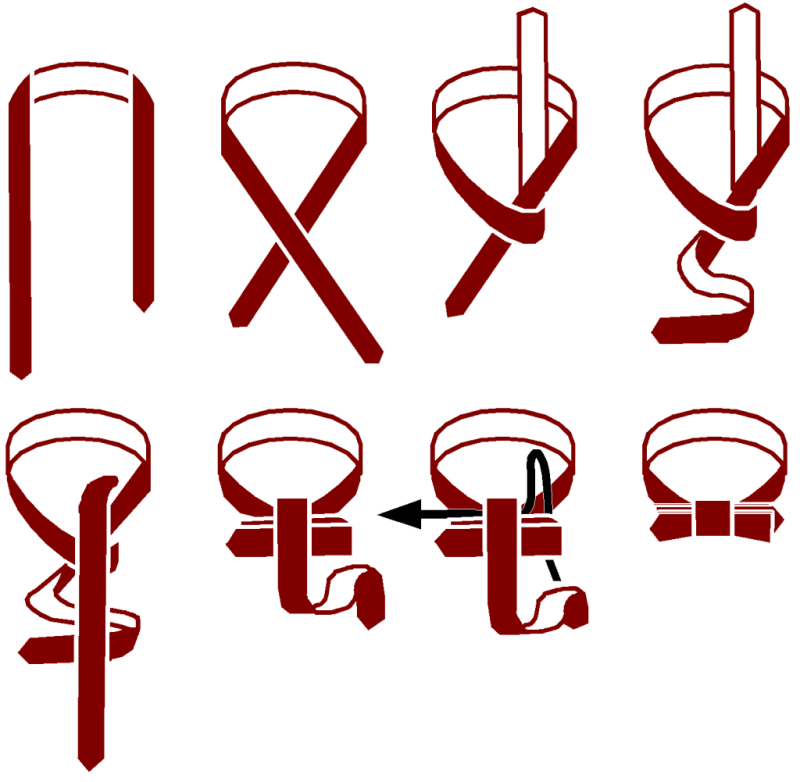
Cum se face un nod „papillon”?